# Rotsler Memorial Fanzine Artist Award
Der Rotsler Memorial Fanzine Artist Award ist ein amerikanischer Science-Fiction-Kulturpreis, der seit 1998 an besonders verdiente Künstler aus dem Science-Fiction-Fandom für ihr Lebenswerk verliehen wird. Der Preis wird jährlich bei der Westercon, der großen jährlichen Westküsten-Convention, von dem Southern California Institute for Fan Interests (SCIFI) vergeben und ist mit 300 Dollar Preisgeld sowie einer Plakette dotiert. Er soll das Andenken des 1997 verstorbenen kalifornischen Künstlers William Rotsler ehren, der bereitwillig und honorarfrei hunderte von Cartoons und Illustrationen für verschiedene Fanzines anfertigte.

## Liste der Preisträger
- 1998: Steve Stiles
- 1999: Grant Canfield
- 2000: Arthur “Atom” Thomson
- 2001: Brad W. Foster
- 2002: Kurt Erichsen
- 2003: Ray Nelson
- 2004: Harry Bell
- 2005: Marc Schirmeister
- 2006: Alexis Gilliland
- 2007: Terry Jeeves
- 2008: Taral Wayne
- 2009: Dan Steffan
- 2010: Stu Shiffman
- 2011: D. West (vom Preisträger abgelehnt, nicht vergeben)
- 2012: Ross Chamberlain
- 2013: Jim Barker
- 2014: Sue Mason
- 2015: Teddy Harvia
- 2016: Dick “Ditmar” Jenssen
- 2017: Jeanne Gomoll[1]
- 2018: Ken Fletcher
- 2019: Alison Scott[2]
- 2020: Alan White
- 2021: Tim Kirk
- 2022: Ulrika O’Brien